# Hyrtios erectus
Hyrtios erectus är en svampdjursart som först beskrevs av Keller 1889.  Hyrtios erectus ingår i släktet Hyrtios och familjen Thorectidae. Inga underarter finns listade i Catalogue of Life.